# 中二病
- 中二病
- 厨二病

中二病（ちゅうにびょう）とは、「（日本の教育制度における）中学2年生頃の思春期に見られる、背伸びしがちな言動」を自虐する語であり、転じて、思春期にありがちな自己愛に満ちた空想や嗜好などを揶揄したネットスラングである。
派生語に小学2年生を指す「小二病」、高校2年生を指す「高二病」、大学2年生を指す「大二病」がある。
なお「病」という表現を含むが、実際に治療の必要とされる医学的な意味での病気、または精神疾患とは無関係である。

## 概要

### 発祥
「中二病」という語の発祥は、1990年代末にラジオ番組『伊集院光のUP'S 深夜の馬鹿力』（TBSラジオ）で生まれた造語という説がある(後述)。1999年1月11日放送の同番組内でパーソナリティの伊集院光が「自分が未だ中二病に罹患している」と発言し、翌週から「かかったかな?と思ったら中二病」（1999年1月18日 - 3月22日）というコーナーを立ち上げ、リスナーから募った「症例」（と銘打った投稿ネタ）を体系化させていった。
伊集院本人が指標として挙げた例は「『因数分解が何の役に立つのか？』『大人は汚い』と言い出す」「本当の親友を探そうとする」など。放送当時は番組リスナーの間だけで用いられるだけの名称であり、番組内においてコーナーが終了してからは次第に忘れられていった。
後に、伊集院本人は発祥について、みうらじゅんと会話した際「中学校2年生の男子は精通が始まったり、体の成長と心の成長のバランスが取れない時期が一番、面白い」というみうらの発言から「あの時期、特有の病気にすれば、恥ずかしくないよね。四十肩みたいな感じで『中二病』って」というやりとりで生まれた言葉だと語っている。

### 意味の変化
その後、2005年を境にインターネット上で再び広く使われるようになる。当時2ちゃんねる生活全般板にあった「中二病総合スレ」等で使われるうちに自虐の意味が薄れて揶揄する意味合いが強くなり、「過去の失態を告白してみんなで奇声を発するスレ」に投稿された「邪気眼」と呼ばれる投稿から、思春期の少年が行いがちな自己愛に満ちた空想や嗜好などに対する蔑称、特に創作物の評価において「身の丈に合わない壮大すぎる設定や仰々しすぎる世界観を持った作品」、ひいては「非現実的な特別な世界観や設定そのもの」を揶揄・否定するネットスラングとして定着した。
またネットスラングとしては、中学生を表す「中坊」から転じた2ちゃんねる用語「厨房」と融合して、「中」の字を「厨」で置き換えた厨二病という表記も見られる。
さらには「中二病」の語を、思春期を指す「中2」という年齢を超えて拡大解釈する用例もみられるようになり、千野帽子は2009年の著作中で、小説『ドン・キホーテ』を「主人公は色メガネを通して世界を認識している。人々は彼を言いくるめるためその妄想を否定せずに付き合ってやるが、そうしてますます彼は自分の妄想にのめり込む」という悪循環から、「50歳からの中二病」という副題を付けたいとしている。
こうした意味合いの変遷について、伊集院本人は2009年12月4日に自らのTwitterで、「もう僕の作った時の意味と違うから言葉自体に興味無いです。」と語っている。

### 「中二病」を巡る対立
2012年2月20日、日本のヒップホップMCのZeebraが自らのTwitterで「今更知ったが、中二病って言葉伊集院光が作ったのか。余計な事しやがって。 何にも本気になれない『出る杭を打つ』クソみてえな文化を助長するだけ。島国根性丸出し。」と名指しで批判した。
それをフォロワーから知らされた伊集院は、Zeebraに「私もあなたもメディアに出ている人間です。発言が曲解されることもままあります。それらを見て苦笑いすることは無いですか？ウィキなど他人の発言をどっぷり信じる人に違和感はないですか？私はそうです。神宮球場でのあなたの演出した映像はカッコよかったです。野球大好きなので(笑)」というDMを出して返答した。
Zeebraはこれに対し、「伊集院さんの意図は通じました。結果が残せるか残せないかは、やってみないと分かりません。夢は叶わない事の方が多いから。何よりも試さずに諦める風潮だけは根絶したいです」とツイートを投稿した。
伊集院は後日、『伊集院光 深夜の馬鹿力』で「この人とは考えが合わない」「ディスったとかディスられたとか、どうでもいいわ！正直めんどくせぇ!」と発言した。

## 具体例と分析
オタク文化研究会著『オタク用語の基礎知識』の当該項目では、典型的な「症例」として以下6点が紹介されている。
1. 洋楽を聴き始める。
2. うまくもないコーヒーを飲み始め「コーヒーはブラックが美味い」などと強がる。
3. 売れたバンドを「売れる前から知っている」とムキになる。
4. やればできると思っている。
5. 親に対して「プライバシーを尊重してくれ」と激昂する。
6. 社会の勉強をある程度して、歴史に詳しくなると「アメリカって汚いよな」と急に言い出す。

珍しい例では、自分にしか読めない文字を自作する人もいる。アニメーター河野紀子によると「承認欲求」と「自己同一性」という2つの心理から生まれるとされる。
荻上チキは、中二病の「症例」の多くが学校空間内で確認されていることを指摘。そして、しばしば中二病として嘲笑の対象となるのは本人が自己設定した（外部から見れば片腹痛いような）奇異なキャラクターを周囲に押し付けるような振る舞いであり、これは学校空間が「キャラをめぐる病」を引き起こしやすい環境であることを示唆していると述べている。

### タイプ
ライトノベル作家、塞神雹夜（さえがみ ひょうや）の『中二病取扱説明書』によると、中二病には主に以下の3つのタイプがあるとされる。
DQN系
反社会的な行動や不良を演じ、格好いいと思い込んでいる。根は真面目であったり、臆病であったりするので本当の不良にはなりきれない。喧嘩や犯罪行為に対する虚言が多い。「DQN」とは「反社会的な人」や「迷惑な不良系」を表すネットスラング。
サブカル系
流行に流されずマイナー路線を好み他人とは違う特別な存在であろうとする。別にサブカルが好きなわけではなく他人と違う趣味の自分は格好いいと思い満足している。
邪気眼（じゃきがん）系
不思議・超自然的な力に憧れ、自分には物の怪に憑かれたことによって発現する、抑えられない隠された力があると思い込み、そのような「凄い力」がある自分を妄想し、悦に入る。また、そういった設定のキャラクター作りをしている。
「邪気眼」という名前はこのタイプの中二病の有名かつ代表的な体験談において、筆者の塞神雹夜が設定していた隠された力に由来している。

## 中二病を題材とした作品
- 中二病でも恋がしたい!
- 異能バトルは日常系のなかで
- 厨病激発ボーイ
- 厨二くんを誰か止めて!
- AURA 〜魔竜院光牙最後の闘い〜
- ぼくのとなりに暗黒破壊神がいます。
- STEINS;GATE
- Fourteen-Sick - milktubの楽曲。アルバム『SMILE ENERGY』収録。
- ライ麦畑でつかまえて - アメリカ版中二病小説。中二病は現代の日本だけでないことがよくわかる。